# 羽月站
羽月站（日语：／ Hatsuki eki */?）是位於鹿兒島縣大口市曾木（現時：伊佐市大口堂崎），日本國有鐵道（國鐵）宮之城線的鐵路車站（廢站）。

## 歷史
- 1937年（昭和12年）12月12日：薩摩永野站至薩摩大口站之間開業，此站啟用[2]。當時為一般車站[1]。
- 1963年（昭和38年）6月1日：結束貨運業務[1]。
- 1964年（昭和39年）4月1日：成為業務委託車站。
- 1983年（昭和58年）3月14日：結束行李起卸業務，同時成為無人車站[2][3][4]。
- 1987年（昭和62年）1月10日：隨著宮之城線全線廢除，此站也被廢除[1]。

## 車站構造
此站為無人車站，設有1面1線的單式月台和木造站舍。

## 現狀
截至2019年（令和元年），車站遺址變成一座公園。園內設有紀念碑和平交道警報機。另外，在站前附近路口的名稱為「羽月站前」。

## 相鄰車站
日本國有鐵道（國鐵）
宮之城線
西太良－羽月－薩摩大口

## 注腳
1. 1 2 3 4 5  石野哲（編）. . JTB. 1998: 708. ISBN 978-4-533-02980-6 （日语）.
2. 1 2  《大口市鄉土史 下卷》 p.367 大口市
3. ↑  日本國有鐵道公示S58.3.12公217
4. ↑  . 鐵道公報（日语：鉄道公報） (日本國有鐵道總裁室文書課). 1983-03-12: 2.

## 相關項目
- 日本鐵路車站列表 Ha